# Шкловский замок
Шкловский замок — существовал y XVI-XVII в. в г. Шклове, ныне Белоруссия.

## Описание
Построен на острове посреди искусственного пруда, образованного на р. Шкловке (Язона). Располагался на запад от Шкловских городских укреплений и был связан с ними деревянным мостом «на ізбіцах», который подводил к замковой браме «с узводам» — подъемным мостом «на чопах жалезных з рэфамі жалезнымі». По периметру замкового двора стояли деревянные укрепления: от реки, со стороны «поля» — городни, со стороны города — острокол. В путевых записях князя Богуслава Радзивилла в Шкловском замке кроме брамы упоминаются 2 другие башни. Согласно инвентарю 1661 года, здесь в центре замкового двора имелась ещё одна высокая деревянная башня, приспособленная для артобстрела окрестностей. В оружейне замка хранились 12 орудий, одна большая и 20 малых мортир, 183 гаковницы, 44 гранаты разного калибра, ядра, запас пороха и др.
В исторических источниках XVIII века Шкловский замок не упоминается.